# 214
El 214 (CCXIV) fou un any comú començat en dissabte del calendari julià.

## Esdeveniments
- L'emperador Caracal·la derrota els alamans prop del Main.
- Osroene esdevé una província romana.
- El regne de Paekche ataca els mohe.